# Сидорук, Олесь Юрьевич
Сидорук Олесь Юрьевич (5 октября 1975, Киев, УССР) — украинский скульптор, член Национального союза художников Украины (с 1997 года) и британского Королевского общества скульптуров (с 2010 года).

## Биография
Родился 5 октября 1975 года в городе Киев.
В 1993—1999 годах учился в Национальной академии изобразительного искусства и архитектуры в мастерской Швецова Валерия Валентиновича.
С 1999 года начал сотрудничать с Крыловым Борисом Юрьевичем.
В 2011 году за участие в создании скульптурного комплекса святым великомученикам Борису и Глебу был награждён званием «почётного гражданина Вышгорода».
С 2015 по 2021 год «Творческая мастерская Сидорука и Крылова» работала в международном проекте воссоздания надгробного памятника князю Константину Ивановичу Острожскому в Успенском соборе Киево-Печерской лавры при поддержке благотворительного фонда «Корона князей Острожских».
Живёт и работает в Киеве.

## Работы

### Памятники
- Памятный знак Тарасу Шевченко в Киево-Печерской лавре (в соавторстве, Киев, 2014 год)
- Памятник святителю Спиридону Тримифунтскому (в соавторстве, Крым, Кореиз, 2012)
- памятник Борису и Глебу в Вышгороде (2011).
- памятник Пилипу Орлику, автору первой Украинской конституции. (в соавторстве, Кристианстад, Швеция, 2011).
- памятник ликвидаторам аварии на ЧАЭС (в соавторстве, Киевская обл., село Колонщина, 2008 год).
- памятник Киевскому князю Святославу Игоревичу (в соавторстве, Киевская обл., село Старые Петровцы, 2008 год).
- памятник митрополиту Петру Могиле (в соавторстве, Киевская обл., село Михайловка-Рубежовка, 2008 год).
- памятник посвящённый памяти жертв голода на Украине 1932—1933 годов (в соавторстве, Вышгород, 2008 год).
- памятник Вячеславу Липинскому (в соавторстве, Киев, 2007 год).
- памятник Ивану Франко (в соавторстве, Киев, 2006 год).
- памятник гетману Богдану Хмельницкому (в соавторстве, Киев, 2005 год).
- памятник Тарасу Шевченко (в соавторстве, Киев, 2005 год).
- памятник Григорию Сковороде (в соавторстве, Киев, 2005 год).
- памятник митрополиту Петру Могиле (в соавторстве, Киев, 2005 год).
- памятник Лесе Украинке (в соавторстве, Киев, 2005 год).
- памятник Киевскому князю Ярославу Мудрому (в соавторстве, Киев, 2004 год).
- памятник Киевскому князю Святославу Игоревичу (в соавторстве, Киев, 2003 год).
- памятник гетману Петру Сагайдачному на Контрактовой площади в Киеве (в соавторстве), 2001 год.

### Мемориальные доски
- мемориальная доска Ляшко Ивану Ивановичу, академику АН УССР, (в соавторстве, Киев, 2012 год).
- мемориальная доска Ягупольскому Льву Моисеевичу, заслуженному деятелю науки Украины, (в соавторстве, Киев, 2012 год).
- мемориальная доска Моцарю Анатолию Ивановичу, выдающемуся конструктору и изобретателю, (в соавторстве, Киев, 2012 год).

## Награды
- Медаль ордена «За заслуги перед Литвой» (2021)[2]